# Nicolás Ledesma
Nicolás Ledesma (* im 20. Jahrhundert in General Pico) ist ein argentinischer Tangopianist und Komponist.

## Leben
Ledesma spielte bereits elfjährig als Vertreter seines Lehrers Erberto Benuzzi in einem Orquesta Típica seiner Heimatstadt. Er wurde fünfzehnjährig Klavierschüler von Horacio Salgán, später wurde Guillermo Iscla sein Lehrer. Er besuchte die Klassen für Harmonielehre von Juan Carlos Cirigliano und nahm Kompositionsunterricht bei Manolo Juárez.
Als Pianist spielte Ledesma in den Orchestern von Leopoldo Federico, Pascual Mamone und Juan de Dios Filliberto, im Oktett von Daniel Piazzolla und im Quintett von Fernando Suárez Paz und begleitete Sänger wie Roberto Goyeneche, Raúl Lavié, Maria Graña, Héctor De Rosas, Alberto Castillo, Guillermo Fernandez, Rubén Juárez, Guillermo Galvé, Alberto Podesta und José Angel Trelles. 1995 wurde er Mitglied der Gruppe Fabián Bertero y los Músicos de Buenos Aires, 1998 Mitglied des Triod von Julio Oscar Pane.
Nach dem Sexteto Sur gründete Ledesma verschiedene Trio- und Quartettformationen. 2001 veröffentlichte er sein erstes Soloalbum Sueño de Tango mit klassischen Tangos und eigenen Kompositionen. Mit seinem Quartett nahm er das Album De tango somos auf, das für einen Grammy nominiert wurde. Als Dirigent des Orquesta Tangovía nahm er am Festival de Tango 2003 in Paris teil. Zum Silvester 2006 trat er gemeinsam mit Leopoldo Federico in einem Konzert des Orchesters des Teatro Colón unter Leitung von Daniel Barenboim auf, bei dem sinfonische Tangomusik aufgeführt wurde. Er gab Tangoklassen am Conservatoire de Paris und der Universität Montevideo und hat einen Lehrstuhl für Tango-Klavierspiel am Conservatorio Manuel de Falla inne.